# 心之咒魅
《心之咒魅》（羅馬化：Duang Jai Nai Montra）是由帕金·库姆维拉苏克、娜塔妮查·纳瓦塔纳瓦尼领衔主演的泰国奇幻爱情剧，于2021年1月27日起至同年3月18日期间每周三至周四在泰国第3电视台播出。

## 剧情简介
Pachara（帕金·库姆维拉苏克 饰）是千年前的Tarawapuram王国的前战士。他被爱人Matira（娜塔妮查·纳瓦塔纳瓦尼 饰）诅咒。由于诅咒，Pachara至今仍是不死之身，并在一千多年来因为目睹亲人死去、经历多次生死离别而痛苦不堪。
几千年后，他遇到了患有心脏病的艺术家Praoploy。他一看到Praoploy，就觉得那是他旧爱Matira的转世。他们之间到底有什么联系呢？Pachara对因为与Praoploy前世的仇恨而对她加以报复吗？他们是否会再续前缘，而Pachara的诅咒是否能够成功破解？

## 演员阵容

### 主要演员
- 帕金·库姆维拉苏克（Tono）饰演 Pachara
- 娜塔妮查·丹瓦塔納瓦尼（Nychaa）饰演 Matira（前世） / Praoploy（今生）
- 皮特·考普·狄瑞恩达尔（英语：Peter Corp Dyrendal）（Peter）饰演 Praipol
- 坎娜楠·翁卡琼莱（Prang）饰演 Wasita（前世） / Wanda（今生）
- 查亚鹏·朱利安·普帕特（New）饰演 Wipoo（Phu）
- 洛蕾娜·舒特（Lena）饰演 Prim

### 其他演员
- 苷蒂碴·楚玛（Ticha） 饰演 Karisa
- 埃达玛·丘维盘 饰演 Matinee
- 盟帝·简安宋（Pu） 饰演 Sindhu
- Anant Boonnark 饰演 Watson
- 娜米妲·普拉帕诺本（Noon）饰演 Kala
- 詹雅·他娜莎旺恭（Ya）饰演 Oi

### 客串演员
- 乌萨妮·瓦塔娜
- 玛丽琳·凯特·甘能（Kate） 饰演 Ladtha
- Ron 饰演 Wasudha
- 娜帕拉·吉拉威宋誊功（Mild） 饰演 Mika
- 阿披南·普拉瑟瓦塔纳坤（M）
- 卡诺查·姆亚丹（Typhoon） 饰演王子 Isara
- 帕庞科恩·勒查林波特（Beam） 饰演 Ruthara王子
- 坎丽亚·尼尔霍斯（Lita） 饰演 Chantra
- Wayne Falconer
- Thanongsak Suphakan
- Praptpadol Suwanbang
- Narissan Lokavit（News）
- Vimpolphan Chaleejunghran（Jubjang）
- Naruemon Phongsupap（Koy）
- Rachawat Klipngern（Mix）

## 制作
剧组于2018年10月29日（星期一）举行了开机祭祀仪式。